# Forelius minor
Forelius minor é uma espécie de formiga do gênero Forelius.